# Лейбов, Роман Григорьевич
Рома́н Григо́рьевич Ле́йбов (эст. Roman Leibov, р. 2 июля 1963, Киев) — эстонский филолог, литературовед-тютчевед, сетевой обозреватель и писатель.

## Биография
Родился в 1963 году в Киеве. В 1980 году переехал в эстонский город Тарту, где живёт по сей день.
Учился на отделении русской и славянской филологии Тартуского университета в 1980—1986 годах, затем в аспирантуре (1986—1988). Старший преподаватель кафедры русской литературы (1988—1993). Защитил диссертацию на степень magister artium «Пространственная модель лирики Тютчева и Лермонтова» (1992). С 1993 года лектор кафедры русской литературы. С 2008 года доцент кафедры русской литературы Тартуского университета. Доктор филологии. В 2000 году защитил диссертацию «Лирический фрагмент Тютчева: Жанр и контекст».

## В Рунете
Один из пионеров русского интернета. Автор гипертекстового интерактивного произведения «РОМАН» (октябрь 1995; программирование Леонид Делицын и Дмитрий Манин) и интерактивной литературной игры «Сад расходящихся хокку» (с 1997, совместно с Дмитрием Маниным), «Страницы русского поэта А. С. Пушкина» (1999).
В середине 90-х Лейбов был также известен как «личный секретарь Май Иваныча Мухина» — придуманного им виртуального персонажа, от имени которого было создано несколько информационных проектов.
С января 1998 года вёл еженедельную колонку «Бессрочная ссылка» в «Русском журнале». С 1999 года — главный редактор гуманитарного сайта «Ruthenia». С апреля 2000 года был редактором раздела «Net-культура» в «Русском журнале», с лета 2004 года вёл еженедельную колонку «Понедельник» при содействии членов одного из сообществ Живого журнала. Участвовал в движении ЕЖЕ.
Начал вести «Живой журнал» на русском языке в феврале 2001 года, став одним из первых активных русскоязычных пользователей этого сервиса сетевых дневников (под именем пользователя r_l), и именно он одним из первых обратил внимание других пользователей, авторов на проект.
В сентябре 2007 года в качестве «главного эксперта» был приглашен на сервис Google «Вопросы и ответы», где отвечал на вопросы пользователей Интернета.
Осенью 2007 года обновление «Живого журнала» Лейбова было на некоторое время прекращено, однако впоследствии там стали появляться новые эпизодические записи. Параллельно Лейбов перенёс активность на сервис LJ.Rossia.org, Фейсбук и другие площадки. В сентябре 2016 года удалил аккаунт в Фейсбуке из-за несогласия с его политикой цензуры. В конце 2010-х гг. ведёт вещание в Телеграме и Инстаграме.
В 2019 году стал героем документального сериала Андрея Лошака «Холивар. История Рунета», где давал экспертные комментарии.
Отрывки из своих сетевых дневников периодически выпускает в виде книг, которые издаёт через платформу Ridero.

## Цитаты
- «В библиотеке всегда много сумасшедших, но это не сумасшедший дом»[14].
- «Русофобия — это очень старая русская традиция. Это свойственно русскому интеллигенту независимо от его происхождения. Играть в русофоба смешно, но русофобия — важная часть русской культуры, которая несёт иронию и самокритику иногда объективную, иногда не очень»[3].